# Bidens tripartita
La forbicina comune (nome scientifico Bidens tripartita L., 1753) è una specie di pianta angiosperma dicotiledone della famiglia delle Asteraceae (sottofamiglia Asteroideae, tribù Coreopsideae e sottotribù Coreopsidinae).

## Etimologia
L'etimologia del nome generico (Bidens) deriva da due parole latine ”bis” (= due volte) e “dens” (= dente) e si riferisce alle setole degli acheni di alcune specie di questo genere formate appunto da due denti appuntiti. L'epiteto specifico (tripartita) fa probabilmente riferimento alle foglie divise in tre segmenti.

Il binomio scientifico attualmente accettato (Bidens tripartita) è stato proposto da Carl von Linné (1707 – 1778) biologo e scrittore svedese, considerato il padre della moderna classificazione scientifica degli organismi viventi, nella pubblicazione Species Plantarum del 1753.

## Descrizione

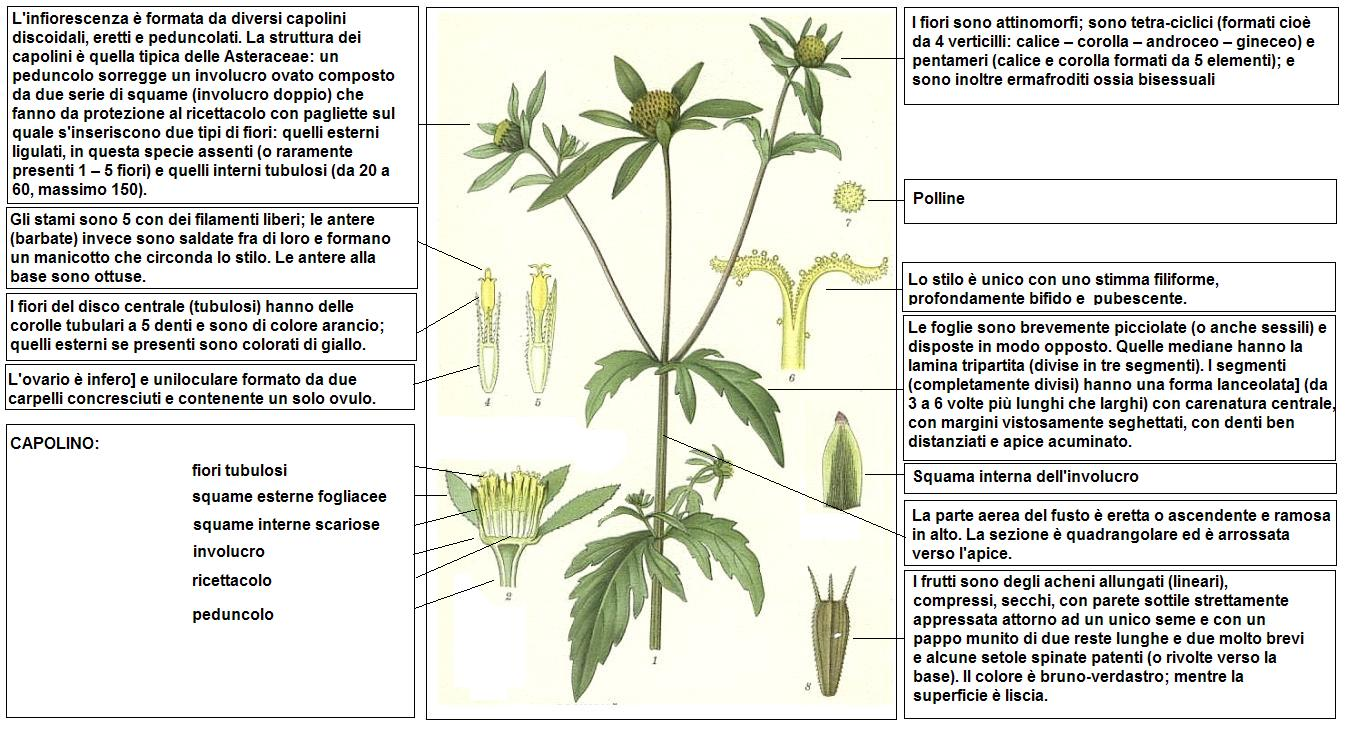
Descrizione delle parti della pianta

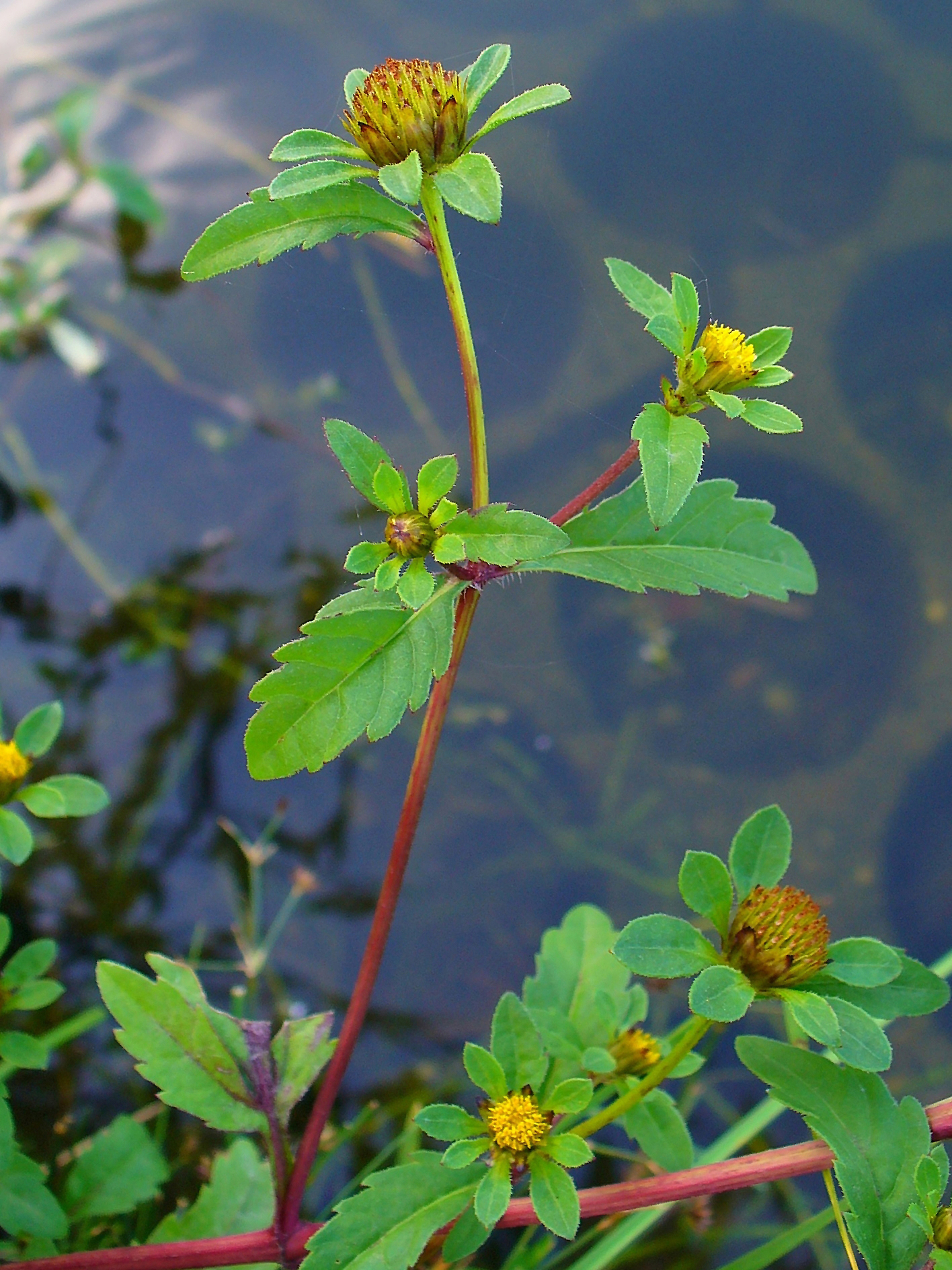
Il portamento

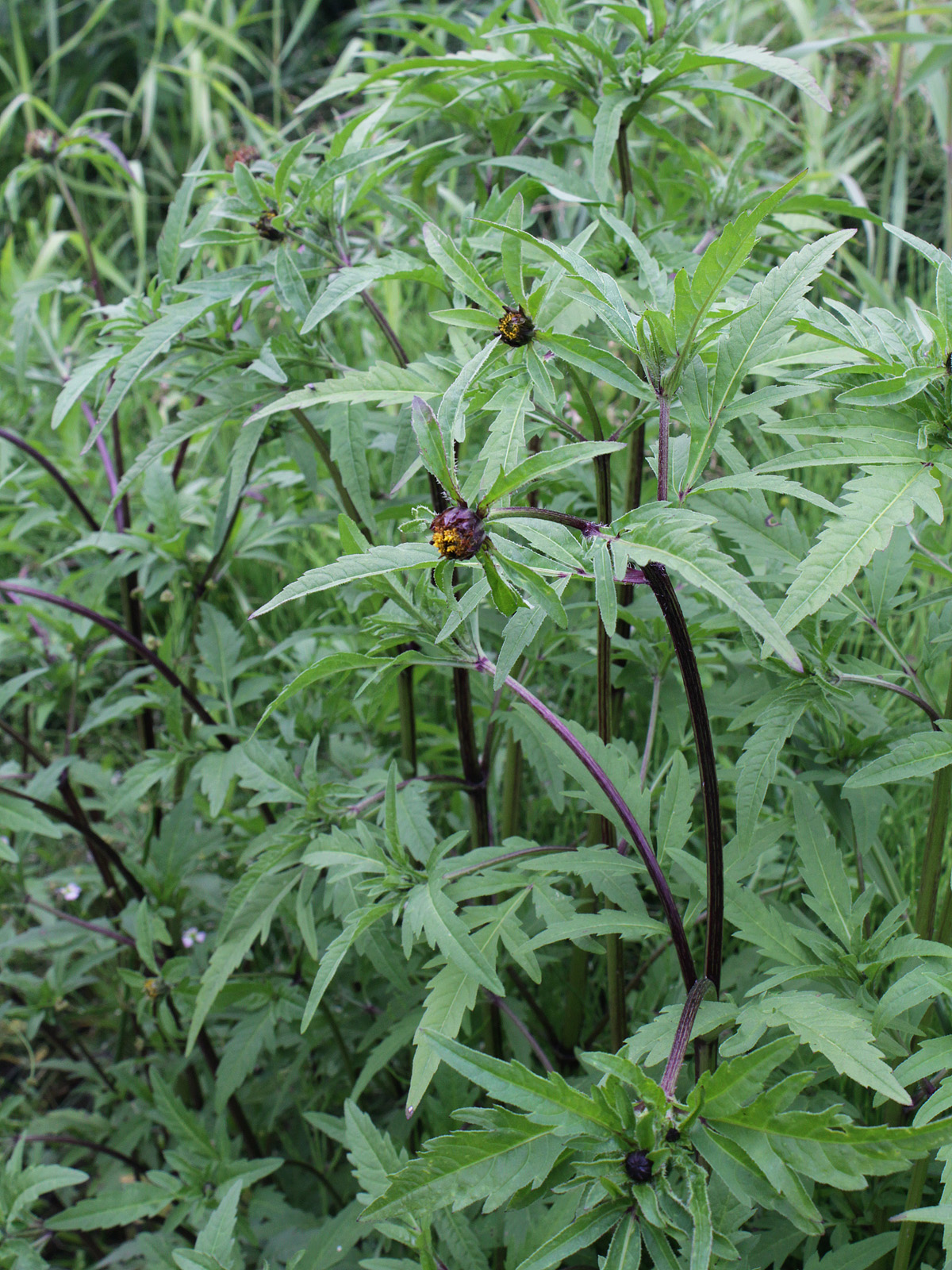
Le foglie

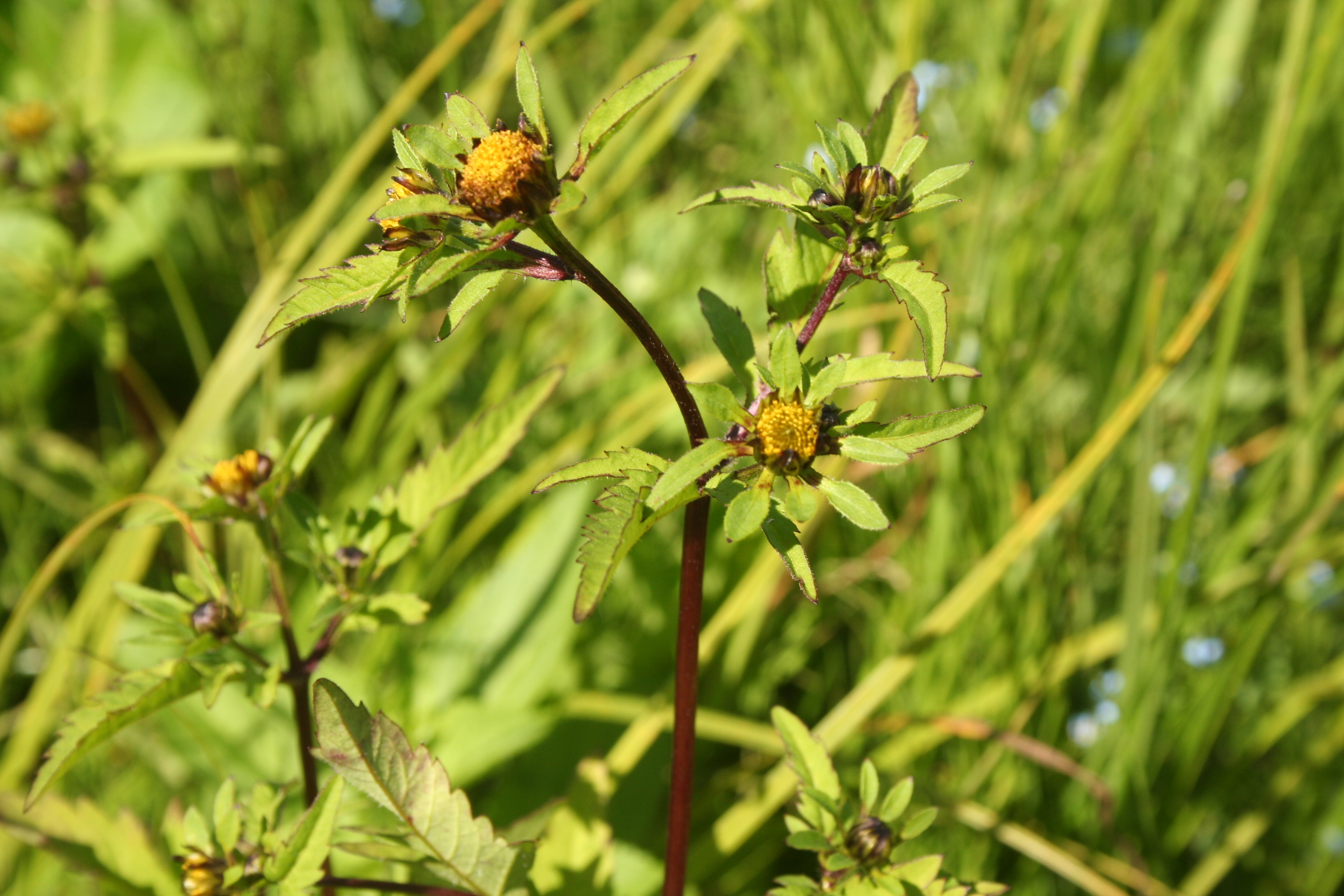
Infiorescenza

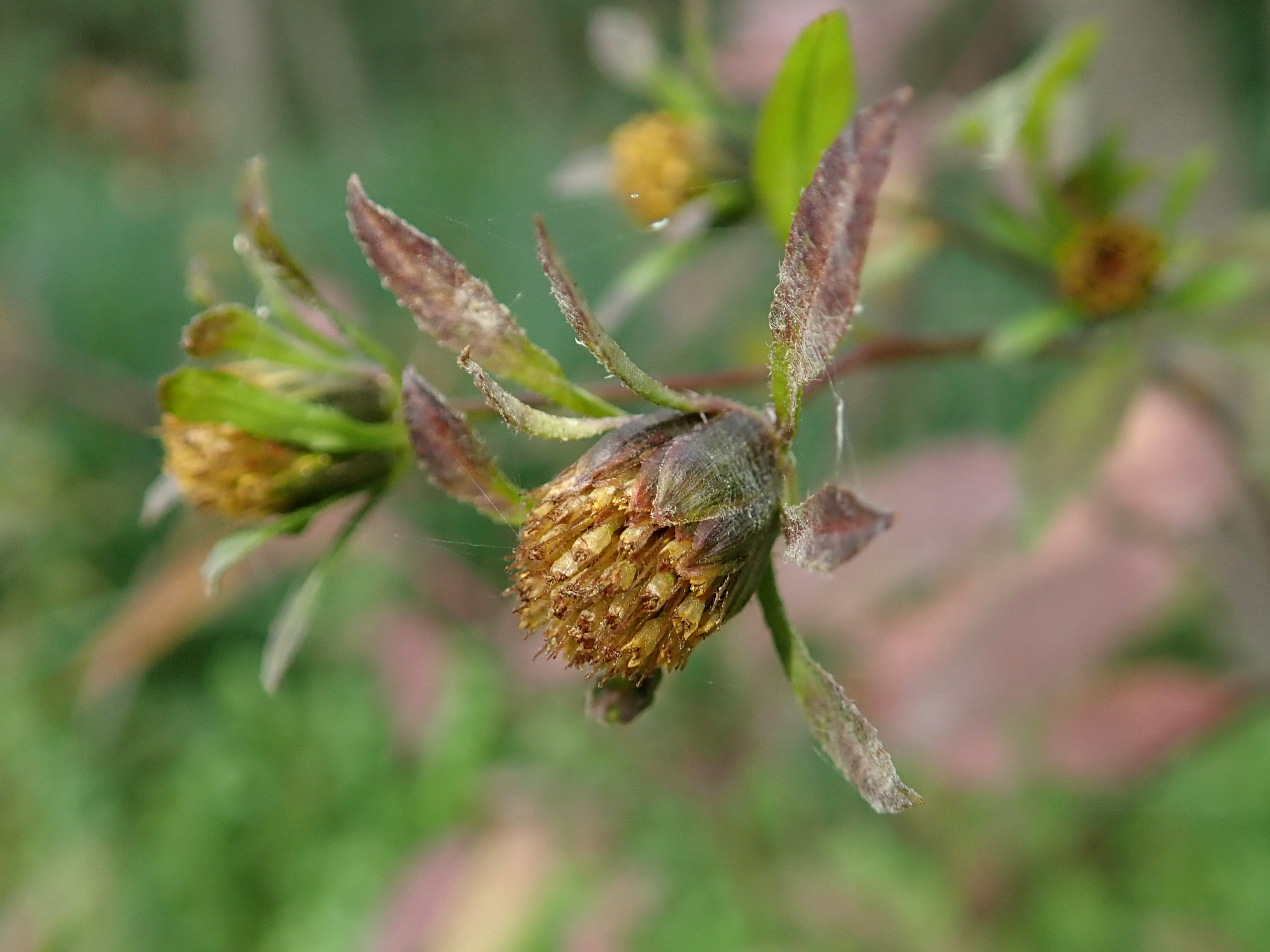
I fiori

Portamento.  Il ciclo biologico di questa specie è annuo. La forma biologica prevalente è terofita scaposa (T scap), ossia sono piante erbacee che differiscono dalle altre forme biologiche poiché, essendo annuali, superano la stagione avversa sotto forma di seme. 
Radici. Le radici in genere sono secondarie da fittone.
Fusto. 
- Parte ipogea: la parte sotterranea è di tipo fittonante.
- Parte epigea: la parte aerea del fusto è eretta o ascendente e ramosa in alto. La sezione è quadrangolare ed è arrossata verso l'apice. L'altezza di queste piante può variare da 2 a 9 dm (alcune varietà americane possono superare anche i 2 metri di altezza[12]).

Foglie. Le foglie sono brevemente picciolate (o anche sessili) e disposte in modo opposto. Quelle basali sono a lamina intera, mentre quelle mediane hanno la lamina tripartita (divise in tre segmenti). I segmenti (completamente divisi) hanno una forma lanceolata (da 3 a 6 volte più lunghi che larghi) con carenatura centrale, con margini vistosamente seghettati, con denti ben distanziati e apice acuminato. Il rachide è alato (la base delle foglie è decorrente lungo il picciolo).
Infiorescenza. Le sinflorescenze sono formate da capolini terminali disposti in forme panicolate aperte o qualche volta raggruppati in cime corimbose. Le infiorescenze vere e proprie sono composte da un capolino eretto, peduncolato di tipo discoidale. I capolini sono formati da un involucro, con forme ovate, composto da diverse brattee al cui interno un ricettacolo fa da base ai fiori di due tipi: fiori del raggio (qui assenti) e fiori del disco. Le brattee spesso sono dimorfe su due serie (involucro doppio) e hanno dimensioni scalate. La serie esterna è formata da brattee fogliacee verdi (erbacee), patenti e raggianti a forma oblunga; la serie interna è membranosa, scariosa e striata. I ricettacoli, strutture alla base dei fiori, sono piani o convessi e sono provvisti di pagliette a protezione dei fiori stessi. 
Fiori.  I fiori sono tetra-ciclici (formati cioè da 4 verticilli: calice – corolla – androceo – gineceo) e pentameri (calice e corolla formati da 5 elementi). Si distinguono in:
- fiori del raggio (esterni): sono assenti o raramente presenti (1 – 5 fiori), sono femminili, sterili e sono disposti su una sola serie; la forma è ligulata (zigomorfa);
- fiori del disco (centrali): (da 20 a 60, massimo 150) hanno forme brevemente tubulose (attinomorfe); sono ermafroditi.

- Formula fiorale:

*/x K {\displaystyle \infty }, [C (5), A (5)], G 2 (infero), achenio 
- Calice: i sepali del calice sono ridotti ad una coroncina di squame.

- Corolla: (solo fiori del disco) la forma è tubulare bruscamente divaricata in 5 lobi o denti; il tubo è breve o di lunghezza uguale alla gola; il colore è giallo-arancio intenso. Lunghezza dei fiori tubulosi: 3 –  4 mm.

- Androceo: l'androceo è formato da 5 stami sorretti da filamenti generalmente liberi; gli stami sono connati e formano un manicotto circondante lo stilo.[6] Le appendici delle antere hanno delle forme ottuse/ovate. I canali resinosi possono oppure non essere presenti. Il tessuto endoteciale (rivestimento interno dell'antera) è quasi sempre polarizzato (con due superfici distinte: una verso l'esterno e una verso l'interno). Il polline è sferico con un diametro medio di circa 25 micron;  è tricolporato (con tre aperture sia di tipo a fessura che tipo isodiametrica o poro) ed è echinato (con punte sporgenti).

- Gineceo: l'ovario è infero uniloculare formato da 2 carpelli concresciuti e contenente un solo ovulo.[11] I bracci dello stilo (gli stigmi) sono pubescenti filiformi con lunghe linee stigmatiche.

Frutti. I frutti sono degli acheni allungati (lineari), compressi, secchi, con parete sottile strettamente appressata attorno ad un unico seme e con un pappo munito di due reste lunghe e due molto brevi e alcune setole spinate patenti (o rivolte verso la base). Il colore è bruno-verdastro; mentre la superficie è liscia. Dimensione degli acheni: 4 – 6 mm.

## Biologia
Impollinazione: tramite insetti (impollinazione entomogama tramite farfalle diurne e notturne).

Riproduzione: la fecondazione avviene fondamentalmente tramite l'impollinazione dei fiori.

Dispersione: i semi cadono a terra e vengono dispersi soprattutto da insetti come formiche (disseminazione mirmecoria). Un altro tipo di dispersione è zoocoria: gli uncini delle brattee dell'involucro (se presenti) si agganciano ai peli degli animali di passaggio che portano così i semi anche su lunghe distanze. Inoltre per merito del pappo (se presente) il vento può trasportare i semi anche per alcuni chilometri (disseminazione anemocora).

## Distribuzione e habitat
La distribuzione di questa specie è cosmopolita relativamente all'emisfero settentrionale. L'habitat è quello più o meno temperato.

## Sistematica
La famiglia di appartenenza di questa voce (Asteraceae o Compositae, nomen conservandum) probabilmente originaria del Sud America, è la più numerosa del mondo vegetale, comprende oltre 23.000 specie distribuite su 1.535 generi, oppure 22.750 specie e 1.530 generi secondo altre fonti (una delle checklist più aggiornata elenca fino a 1.679 generi). La famiglia attualmente (2021) è divisa in 16 sottofamiglie; la sottofamiglia Asteroideae è una di queste e rappresenta l'evoluzione più recente di tutta la famiglia. Bidens è composto da oltre 200 specie, delle quali una decina sono naturalizzate/spontanee dei territori italiani.

### Filogenesi
La specie di questa voce è descritta nella sottotribù Coreopsidinae caratterizzata da capolini sotteso da una (o più) brattee fogliacee, da foglie con una disposizione opposta e da bracci dello stilo più corti dell'area stigmatica, e nel genere Bidens caratterizzato da fiori del disco bisessuali, da bracci dello stilo privi di larghe appendici papillose e da acheni con reste spinose.
Sandro Pignatti nella "Flora d'Italia" suddivide le specie italiane di Bidens in 5 gruppi. Bidens tripartita fa parte del quinto gruppo (E) caratterizzato da acheni dalla forma lanceolata, capolini a portamento eretto, e foglie non 2-pennatosette.
I caratteri distintivi della specie  Bidens tripartita sono:
- le foglie sono divise in tre parti (o sono semplici);
- gli acheni sono lunghi 4-6 mm.

Il numero cromosomico di B. tripartita è: 2n = 48.

### Descrizione sottospecie italiane
In Italia allo stato spontaneo sono presenti due sottospecie qui di seguito descritte nel dettaglio.

#### Sottospecietripartita

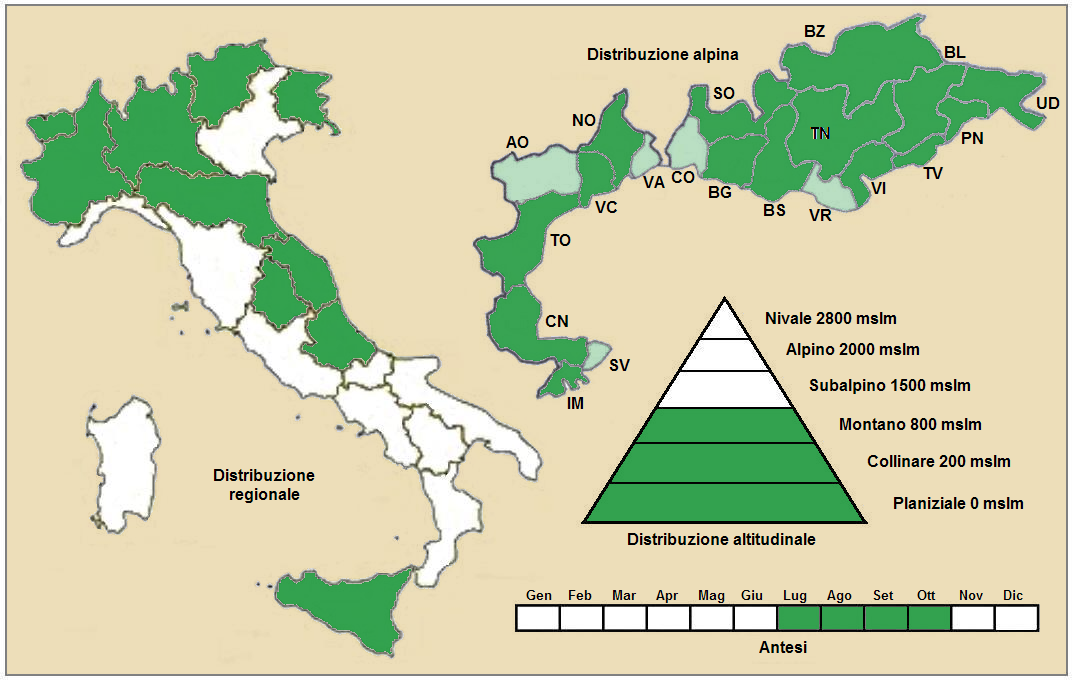
Distribuzione della sottospecie tripartita (Distribuzione regionale – Distribuzione alpina)

- Nome scientifico: Bidents tripartita L. subsp. tripartita
- Descrizione:
  - altezza della pianta: 3 – 9 dm;
  - la superficie del fusto è glabra;
  - le foglie basali hanno una forma lanceolata;
  - le foglie mediane tripartite sono divise in tre segmenti lanceolati: dimensione dei segmenti laterali: larghezza 1 – 2,5 cm, lunghezza 2 – 8 cm; dimensione del segmento centrale: larghezza 1 – 4 cm, lunghezza 5 – 12 cm; lunghezza del picciolo del segmento centrale: 2 – 6 mm;
  - i capolini hanno un diametro di 2 ,5 mm; mentre il diametro dell'involucro è di 7 mm;
  - le due serie di brattee dell'involucro sono differenti nella forma: la serie esterna è composta circa da 5 – 8 brattee fogliacee verdi, raggianti a forma da ovata a lineare con margini cigliati; la serie interna si compone di altrettante brattee (o squame) più sottili (lanceolate), scariose e striate.
- Fioritura: da luglio a ottobre.
- Geoelemento: il tipo corologico (area di origine) è Eurasiatico
- Distribuzione: in Italia è quasi ovunque comune (un po' meno al sud). È comune anche nelle Alpi (sia in Italia che oltreconfine). Mentre sugli altri rilievi europei si trova nella Foresta Nera, Vosgi, Massiccio del Giura, Massiccio Centrale, Pirenei, Monti Balcani e Carpazi[18]. Fuori dall'Europa questo fiore si trova in Africa del Nord, in Asia temperata e nell'America del Nord.
- Habitat: l'habitat tipico per questa pianta sono i fossi, le paludi, i fanghi e le radure dei boschi alveali; ma anche ambienti temporaneamente inondati, campi, colture (vigne e oliveti). Il substrato preferito è sia calcareo che siliceo con pH neutro e terreno ad alti valori nutrizionali che deve essere bagnato.
- Distribuzione altitudinale: sui rilievi alpini queste piante si possono trovare fino a 800m s.l.m.; frequentano quindi i seguenti piani vegetazionali: montano e collinare (oltre a quello planiziale – a livello del mare).
- Dal punto di vista fitosociologico alpino la specie di questa voce appartiene alla seguente comunità vegetale:[18]

Formazione: delle comunità terofiche pioniere nitrofile
Classe: Bidentetea tripartitae
Ordine: Bidentetalia tripartitae
- Per l'areale completo italiano la specie di questa voce appartiene alla seguente comunità vegetale:[19]

Macrotipologia: vegetazione anfibia di fiumi, sorgenti e paludi
Classe: Bidentetea tripartitae Tüxen, Lohmeyer & Preising ex Von Rochow, 1951
Ordine: Bidentetalia tripartitae Br.-Bl. & Tüxen ex Klika in Klika & Hadac, 1944
Alleanza: Bidention tripartitae Nordhagen, 1940
- Descrizione. L'alleanza Bidention tripartitae è relativa alle comunità terofitiche che si sviluppano sulle sponde dei fiumi e delle depressioni umide periodicamente inondate e ricche di nutrienti, su suoli limosi e argillosi. Gli ambienti ecologici che ospitano questo tipo di vegetazione sono soggetti a modificare la loro posizione, nel corso degli anni, in funzione delle periodiche alluvioni. Questa alleanza è distribuita in tutta l'Eurasia e il Nord America. In Italia si rinviene in quasi tutti i sistemi fluviali non fortemente alterati o canalizzati.
- Specie presenti nell'associazione: Bidens frondosa, Bidens cernua, Bidens tripartita, Bidens aurea, Persicaria lapathifolia, Persicaria maculosa, Persicaria mitis, Persicaria hydropiper, Persicaria minor, Echinochloa crus-galli, Xanthium orientale, Rorippa palustris.
- Altre alleanze e associazioni per questa specie sono:

- Phragmition communis
- Phragmitenion communis
- Magnocaricion elatae

#### Sottospeciebullata

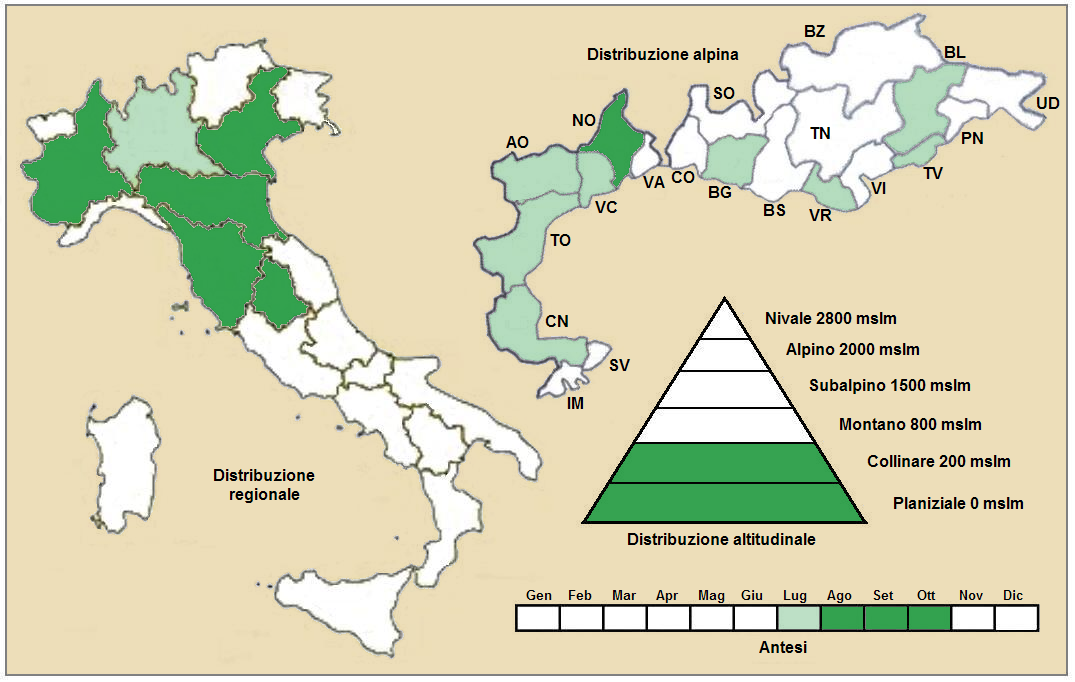
Distribuzione della sottospecie bullata (Distribuzione regionale – Distribuzione alpina)

- Nome scientifico: Bidents tripartita L. subsp. bullata (L.) Rouy
- Basionimo: il basionimo per questa sottospecie è Bidens bullata L.
- Nome comune: Forbicina a foglie ovate
- Descrizione:
  - altezza della pianta: 2 – 6 dm;
  - la superficie del fusto è setolosa;
  - le foglie basali hanno una forma ovale con lamina ispida e bulbosa;
  - le foglie mediane tripartite sono divise in tre segmenti ovali;
  - i capolini hanno un diametro di 10 – 20 mm su peduncoli allungati; lunghezza del peduncolo 10 – 40 mm.
  - la serie esterna delle brattee dell'involucro è composta da brevi brattee membranose e non raggianti.
- Fioritura: da agosto a ottobre.
- Geoelemento: il tipo corologico (area di origine) è Nord Ovest Mediterraneo
- Distribuzione: in Italia è considerata specie rara e si trova in alcune regioni del nord e centro. Nelle Alpi è presente sicuramente solamente nella provincia di Como[18].
- Habitat: l'habitat tipico per questa pianta sono i fanghi, le sponde dei fiumi e luoghi umidi; ma anche ambienti temporaneamente inondati. Il substrato preferito è sia calcareo che siliceo con pH neutro e terreno ad alti valori nutrizionali che deve essere bagnato.
- Distribuzione altitudinale: sui rilievi queste piante si possono trovare fino a 500m s.l.m.; frequentano quindi i seguenti piani vegetazionali: collinare e quello planiziale – a livello del mare.
- Dal punto di vista fitosociologico alpino la specie di questa voce appartiene alla seguente comunità vegetale:[18]

Formazione: delle comunità terofiche pioniere nitrofile
Classe: Bidentetea tripartitae
Ordine: Bidentetalia tripartitae
Alleanza: Bidention tripartitae

### Sinonimi
Questa entità ha avuto nel tempo diverse nomenclature. L'elenco seguente indica alcuni tra i sinonimi più frequenti:
- Bidens boullui Rouy (1903)
- Bidens bullata L.
- Bidens bullatus L. (1753)  (sinonimo di B. tripartita subsp. bullata)
- Bidens cannabina Lam. (1779)
- Bidens comosa (A. Gray) Wiegand
- Bidens connata Muhl. ex Willd.
- Bidens hirta Jordan in Gren. & Godron (1850)
- Bidens hybrida Thuill. (1799)
- Bidens orientalis Velen.
- Bidens pygmaea Kittel (1844)
- Bidens repens D. Don (1825)
- Bidens shimadai Hayata (1919)
- Bidens taquetii Léveillé & Vaniot (1910)
- Bidens trifida Roxb. (1832)

### Specie simili
Questa pianta può facilmente essere confusa con la specie Bidens frondosa L.. Le due specie si distinguono soprattutto nelle foglie: la Bidens frondosa ha le foglie con picciolo molto più allungato (specialmente il segmento centrale) e il rachide non è alato (la foglia non è decorrente lungo il picciolo come nella specie  Bidens tripartita); l'achenio si presenta con una superficie bitorzoluta (e non liscia) mentre le setole non sono patenti.

## Usi

### Farmacia
Secondo la medicina popolare Bidens tripartita possiede le seguenti proprietà medicinali: 
- antisettica (proprietà di impedire o rallentare lo sviluppo dei microbi);
- astringente (limita la secrezione dei liquidi);
- diuretica (facilita il rilascio dell'urina);
- emmenagoga (regola il flusso mestruale);
- emostatica (blocca la fuoriuscita del sangue in caso di emorragia);
- febbrifuga (abbassa la temperatura corporea);
- lassativa (ha proprietà purgative);
- sedativa (calma stati nervosi o dolorosi in eccesso);
- stupefacente (sono in grado di alterare lo stato di coscienza).

### Altri usi
Da alcune parti della pianta si può ottenere sia un colorante nero che giallo; l'incenso prodotto con Bidens tripartita respinge gli insetti e le mosche.